# Những năm tháng rực lửa
Những năm tháng rực lửa (tiếng Trung: 激情燃燒的歲月, Hán-Việt Kích tình nhiên thiêu đích tuế nguyệt, tiếng Anh: The Passionate Years) là một bộ phim truyền hình về tình cảm gia đình và nghị lực sống của một quân nhân Trung Hoa điển hình do Khang Hồng Lôi đạo diễn, Trần Bính soạn kịch, được xuất phẩm trên kênh BMN từ ngày 08 tháng 10 năm 2001.

## Lịch sử
Truyện phim phỏng theo hồi kí Cha tôi vào thành phố (父親進城) của tác giả Thạch Chung Sơn, do Quần Chúng xuất bản xã ấn loát năm 2002.
Phim khắc họa cảnh sống chân thực trong một gia đình bình dân cơ bản Trung Quốc thời kì lĩnh tụ Mao Trạch Đông đương quyền. Hay nói cách khác, mô tả rõ nét cuộc sống xã hội Trung Hoa đại lục giai đoạn chuyển tiếp từ thổ cải sang văn cách, mà sau này thường được gọi là tiền văn cách hoặc thời Lôi Phong khi mà sinh hoạt chính trị xã hội Trung Quốc còn tương đối ôn hòa.

### Nội dung
Tại lễ đón đoàn quân trong ngày giải phóng Đan Đông, anh hùng chiến đấu kiêm tham mưu trưởng Thạch Quang Vinh đứng tuổi bị cuốn hút trước vẻ tươi xinh của cô bé văn công Trữ Cầm. Hai người chóng chuyển từ cảm mến sang thương yêu nhau, rồi không bao lâu thì làm đám cưới trước sự chứng kiến của toàn đơn vị bộ đội giải phóng. Bản tính cương nghị hào sảng của ông Thạch cùng đức tính nhu mì tháo vát của bà Trữ được gắn kết bởi lòng chân thành, nên cứ thế gầy dựng một gia đình đầm ấm với sự xuất hiện của con trai Thạch Lâm và con gái Thạch Tinh.
Vì yêu cô Trữ Cầm từ lâu mà không được đáp lại, chiến sĩ văn công đoàn Tạ Phong rối trí tới mức định bắn chết ông Thạch. Nhưng bất ngờ Thạch Quang Vinh biết truyện, bèn mạnh bước đi gặp họ Tạ, giữa hai người hóa giải mâu thuẫn và chuyển thù thành bạn. Vì chút hổ thẹn, Tạ Phong xung phong vào đoàn quân kháng Mĩ viện Triều rồi anh dũng hi sinh tại Triều Tiên. Hay tin Tạ Phong mất, Thạch Quang Vinh bày tỏ lòng kính trọng và tiếc thương người thanh niên đồng ngũ với mình, từ đó tuyến phim chỉ tập trung vào sinh hoạt gia đình ông Thạch.
Những năm đầu giải phóng, tình hình trị an thành phố còn rất hỗn loạn, do là sĩ quan cao cấp nên nhà họ Thạch được phân cho một căn nhà tương đối khang trang tại một phố trung lưu mà nay chuyển thành phố nhà binh. Bà Trữ xuất thân là tiểu thư đài các, nay bắt đầu phải làm quen với đời quân ngũ và cuộc sống của lớp người lao động nghèo. Sợi dây duy nhất gắn kết được ông bà chỉ là tình cảm lứa đôi cùng sự bảo bọc các con còn thơ dại, ngoài ra họ không có được chút vật chất gì đáng giá.
Ở trong quân ngũ, ông Thạch được ví là mẫu người hô mưa gọi gió, như cá gặp nước, nhưng khi về cuộc sống gia đình, ông là người hoàn toàn cô đơn và bất lực, không thể giải quyết dù là truyện nhỏ như nhặt rau đun nước hay dạy các con. Vì thế, bọn trẻ cứ lớn lên như cỏ mọc hoang, ít khi chịu sự quản thúc của cha mẹ. Truyện phim từ lúc này tách thành hai giai đoạn: Khi anh em Thạch Lâm Thạch Tinh còn nhỏ và lúc cả hai đã phương trưởng.
Trong những năm tháng trăng trầm của Trung Quốc thời Mao chủ tịch đương vị, gia đình quân nhân được liệt vào hạng ưu tú trong xã hội, có cảnh sống tương đối thoải mái so với sinh hoạt toàn quốc. Nhưng trái với những biệt đãi đó, nhà họ Thạch từ âm ỉ đến nhen lên xung đột chỉ vì bản tính hà khắc tới mức thủ cựu của ông Thạch Quang Vinh. Ông bà bắt đầu to tiếng vì cách nuôi dạy con cái, trong khi hai đứa Thạch Lâm Thạch Tinh ngày càng khó bảo. Hầu như hôm nào ông bà cũng phải đau đầu vì những truyện tinh quái của chú bé Thạch Lâm. Nhưng bù lại, Thạch Lâm rất linh lợi, được các cán bộ trong đơn vị bố yêu quý, có lúc tìm cách giấu khuyết điểm để chú khỏi bị bố phạt đòn.
Đương khi truyện nhà còn rối ren, bỗng dưng bà Trữ Cầm lại có mang, được một thì gian sinh thêm cậu bé Thạch Hải. Cảnh nhà lúc này càng thêm túng bấn, nhất là khi xã hội Trung Quốc đang dần hừng hực cuộc văn cách tàn khốc, và những tiêu chuẩn đặc biệt dành cho sĩ quan cứ hụt dần theo đà suy thoái chung.
Khi cuộc văn cách qua đi, anh em họ Thạch đã trưởng thành. Vì mê đời chiến sĩ tự tấm bé, Thạch Lâm nhập ngũ để noi gương Lôi Phong và cũng giúp gia đình bớt gánh nặng, trong khi Thạch Tinh đi học làm y tá. Bấy giờ Thạch Hải sắp xong trung học và đang phân vân vào đại học hay đi làm công nhân để đỡ đần bố mẹ. Thạch Tinh bắt đầu có tình cảm đặc biệt với một công an viên và là hàng xóm lâu năm tên Tiểu Ngũ Tử.
Cảnh nhà đang khá dần lên thì ông Thạch Quang Vinh trở bệnh, rồi hấp hối. Tới lúc này, ông chỉ có bà Trữ Cầm bên cạnh để ngẫm lại những năm tháng đã qua trong đời và vỡ lẽ ra thế nào là hạnh phúc gia đình.

### Nhân vật
- Thạch Quang Vinh (Tôn Hải Anh): Xuất thân từ một hộ nghèo ở huyện Ma Cô Đồn[4] tỉnh Liêu Đông. Ông gia nhập liên quân kháng Nhật từ năm 1935, trở thành chiến sĩ Diên An rồi về giải phóng Bắc Kinh với chức vụ tham mưu trưởng, sau đó lại tham gia Chiến tranh Triều Tiên. Năm 1980 ông hồi hưu với quân hàm thiếu tướng. Mẫu chỉ huy nghiêm khắc nhưng hào sảng với đồng đội, nhưng với gia đình lại rất bảo thủ trì trệ.
- Trữ Cầm (Lữ Lệ Bình): Xuất thân trong một gia đình thượng lưu có danh vọng tại Bắc Kinh, thuở thiếu nữ đã là hoa khôi học đường, lớn lên tham gia đoàn văn công quân giải phóng một thì gian rồi kết hôn với tham mưu trưởng Thạch Quang Vinh. Bản tính bà rất hiền thục, giỏi cam chịu.
- Thạch Lâm (Hoàng Hải Ba): Con trai trưởng nhà họ Thạch. Tính tình ngỗ ngược hiếu động, hay sinh sự. Tuy nhiên, khi bước vào quân ngũ, anh tỏ ra can trường và luôn nêu cao đức chính trực cùng sự đòi hỏi công lý cho mọi người.
- Thạch Tinh (Trần Lệ Na): Con gái duy nhất nhà họ Thạch. Là đứa con biết hiếu đễ và chăm ngoan, thừa hưởng sự tinh tế của mẹ và tính háo thắng của cha.
- Thạch Hải (Đường Ba): Con út nhà họ Thạch. Tính cách nhạy cảm hiền lành, do từ nhỏ được nuông chiều nên chỉ biết nhìn đời qua sách vở. Sau khi tất nghiệp Đại học Liêu Đông, anh nhập ngũ rồi xin tới Tây Tạng đồn trú.
- Tạ Phong (Điền Tiểu Khiết): Mối tình đầu của bà Trữ Cầm. Ông là mẫu người yếu đuối, có tố chất nghệ sĩ hơn là chiến sĩ, nhưng đôi khi liều lĩnh.
- Tiểu Ngũ Tử (Lý Bác): Cận vệ của ông Thạch Quang Vinh khi làm đại tá. Mẫu người trung thực và hoạt bát, nhìn chung dễ mến. Anh là người yêu của Thạch Tinh.

## Kĩ thuật
Phim được thực hiện tại Bắc Kinh đầu năm 2001.
- Thiết kế: Dương Tranh Quang
- Điều phối: Mã Kiến An, Khang Hồng Lôi, Trần Bính, Lý Tân Hoa

| Ca khúc nhan đề                                  | Tác từ                 | Tác khúc                            |
| ------------------------------------------------ | ---------------------- | ----------------------------------- |
| Đệ nhất giao hưởng khúc (第一交響曲)             | Ludwig van Beethoven   | Quan Hạp                            |
| Bắc phong xuy (北風吹)                           | Hạ Kính Chi, Đinh Nghị | Mã Khả                              |
| Bảo vệ Hoàng Hà (保衛黃河)                       | Quang Vị Nhiên         | Tiển Tinh Hải                       |
| Ngao bao tương hợp (敖包相會)                    | Mara Sinv              | Thông Phúc                          |
| Giải phóng khu đích thiên (解放區的天)           | Lưu Tây Lâm            | Dân ca                              |
| Học tập Lôi Phong hảo bảng dạng (學習雷鋒好榜樣) | Sinh Mậu               | Hồng Nguyên                         |
| Hồng hồ thủy, lãng đả lãng (洪湖水，浪打浪)      | Hải Thiếu Sơn          | Trương Kính An, Âu Dương Khiêm Thúc |

## Văn hóa
Tại bản thổ Trung Hoa, bộ phim nhận được sự quan tâm sâu sắc của lớp khán giả trung niên ngay khi vừa phát hành, bởi thông điệp mà phim truyền tải cũng như lối dàn dựng về bối cảnh một thời tang thương trong lịch sử Trung Quốc đương đại, đạt hiệu suất 17% - khá cao ở thời điểm 2001. Phim được liệt hạng Tác phẩm ưu tú tại Giải Kim Ưng lần thứ XX, công bố ngày 20 tháng 12 năm 2002. Tới tháng 11 năm 2019 lại được đánh giá là một trong 10 phim truyền hình hay nhất nhân lễ kỷ niệm Đệ thất chu niên Thành lập Cộng hòa Nhân dân Trung Hoa.
Ít năm sau, phim được Đài truyền hình Việt Nam mua bản quyền công chiếu trên kênh VTV1 dưới nhan đề Những năm tháng rực lửa ở khung 09:00, thời điểm thường có tỉ lệ khán giả rất thấp. Tuy nhiên, bộ phim vẫn giành được cảm tình khá cao của công chúng và báo giới, bởi khai thác trúng tâm lý của xã hội hiện đại bắt đầu bị băng hoại vì cuộc sống bon chen vật chất, thờ ơ với các giá trị nhân văn gia đình muôn thuở.
- Mặc dù là phiên bản chuyển thể, song bộ phim lại được chế tác và phát hành trước cả khi cuốn hồi kí chính thức ra mắt độc giả toàn quốc.
- Khi tổng giám chế Trương Kỉ Trung nhận được kịch bản sơ khởi, ông đã ngồi trên bồn cầu trong phòng tắm mà khóc thống thiết.
- Quá trình đóng phim đã tác hợp nam tài tử Tôn Hải Anh (vai Thạch Quang Vinh) với nữ diễn viên Lữ Lệ Bình (vai Trữ Cầm), thời điểm đó cả hai đều chưa nổi danh. Sau khi phim phát sóng, họ cưới nhau.

## Liên kết
1. ↑  The years of burning passions
2. ↑  The passionate burning years
3. ↑  《父親進城》是2002年群眾出版社出版的圖書，作者是石鐘山。
4. ↑  蘑菇屯
5. ↑  "激情燃燒的歲月時隔15年，石林遭封殺，石晶車禍毀容". Bản gốc lưu trữ ngày 2 tháng 5 năm 2021. Truy cập ngày 2 tháng 5 năm 2021.
6. ↑  《洪湖水，浪打浪》是王玉珍演唱的歌曲，創作於1958年，先是1959年湖北省實驗歌劇團首演的歌劇《洪湖赤衛隊》中一個場次的主題曲，1961年歌劇改編成同名電影后成為電影主題曲，很快得到了更大範圍的傳播。歌詞運用了通韻的押韻形式，分前八句和後六句兩片。上片重寫洪湖之景，下片重抒感恩之情。歌曲富於民歌特色，是湖北民歌的象徵。 1994年入選"百歌頌中華"優秀紀念歌曲獎。

- Thông tin IMDb.CN Lưu trữ ngày 2 tháng 5 năm 2021 tại Wayback Machine
- Thông tin Bách Độ Bách Khoa
- Thông tin Đậu Biện điện ảnh